# 東京之女
《東京之女》（日语：東京の女）是小津安二郎導演第二十七部電影，只用了九天便拍成，算是融小津各種拍攝手法於一爐的作品。諸如慣用的低視角、特寫畫面等等，都在本劇出現了。表面上是當時流行的新派戲劇題材──女性為男性奉獻犧牲，但實際上則是隱含了很禁忌的話題：女主角千佳子實際上是個參與地下社團的份子。只不過因為這個話題太禁忌，在演出時也不能演得太明顯。1933年作品，黑白默片，片長四十七分鐘。

## 原作
本劇在片頭時打上原作者是「奧國的恩斯特·史瓦茨（1882－1928）」，改編自小說「二十六小時」。其實並沒有這個作者，也沒有這篇小說，而是小津為了向他欣賞的兩位外國導演恩斯特·劉別謙與漢斯·史瓦茨致敬，結合了二人的名字成為原著。至於真正的原著，則是另外參考一篇當時在《新青年》雜誌上刊載的小說寫成。
不過在劇中，男主角與女朋友到電影院裡去看的電影，就是劉別謙在1932年拍的「假如我有一百萬」。

## 演职人员

### 工作人員
- 導演：小津安二郎
- 原著：恩斯特·史瓦茨「二十六小時」
- 編劇：野田高梧、池田忠雄
- 攝影：茂原英雄
- 美術：金須孝
- 剪接：石川和雄
- 燈光：中島利光

### 演員名單
- 島村千佳子：岡田嘉子飾
- 島村良一：江川宇禮雄飾
- 木下春江：田中絹代飾
- 木下警官：奈良真養飾